# Commission Rey
La commission Rey (1967-1970) a été la première commission des Communautés européennes qui résulte du Traité de fusion de 1965.
Ce traité de fusion conduit à remplacer la Haute Autorité de la Communauté européenne du charbon et de l'acier, la commission de la Communauté économique européenne et celle de la Communauté européenne de l'énergie atomique (Euratom) par une seule commission.

## Composition
| Commission Rey (1967-1970) |                                                              |                      |
| Nom                        | Compétence                                                   | État membre          |
| Jean Rey                   | Président                                                    | Belgique             |
| Sicco Leendert Mansholt    | Agriculture (Vice-président)                                 | Pays-Bas             |
| Lionello Levi Sandri       | Affaires sociales (Vice-président)                           | Italie               |
| Fritz Hellwig              | Recherche, énergie nucléaire (Vice-président)                | Allemagne de l'Ouest |
| Raymond Barre              | Économie et finances (Vice-président)                        | France               |
| Henri Rochereau            | Développement                                                | France               |
| Guido Colonna di Paliano   | Industrie                                                    | Italie               |
| Hans von der Groeben       | Marché intérieur, commerce, fiscalité et affaires régionales | Allemagne de l'Ouest |
| Albert Coppé               | Budget                                                       | Belgique             |
| Maan Sassen                | Concurrence                                                  | Pays-Bas             |
| Jean-François Deniau       | Commerce extérieur                                           | France               |
| Victor Bodson              | Transport                                                    | Luxembourg           |
| Wilhelm Haferkamp          | Énergie                                                      | Allemagne de l'Ouest |
| Edoardo Martino            | Affaires extérieures                                         | Italie               |

## Compléments